# Grande catastrophe ferroviaire de 1918 à Nashville
La grande catastrophe ferroviaire de 1918 à Nashville a eu lieu le 9 juillet 1918 dans la banlieue ouest de Nashville (Tennessee) lorsque deux trains de voyageurs du Nashville, Chattanooga and St. Louis Railway (NC & StL) sont entrés en collision frontale. Plus d'une centaine de personnes y ont perdu la vie, et presque le double ont été blessées. Même si le nombre de ses victimes fut sensiblement identique à celui de la catastrophe de Malbone Street (en) la même année, celle de Nashville est aujourd'hui considérée comme le pire accident ferroviaire survenu aux États-Unis. Toutefois, à l'époque son retentissement national fut sensiblement atténué par les préoccupations liées à la Première Guerre mondiale, dans laquelle le pays était entré en avril 1917.

## Les circonstances

### Deux trains en sens contraire
Le matin du 9 juillet, le train de voyageurs no 4 du Nashville, Chattanooga et Saint-Louis (NC & StL), qui aurait dû quitter à 7 heures Union Station à Nashville (en) à destination de Memphis, était parti avec sept minutes de retard. Il était tiré par la locomotive no 282 (mécanicien Dave C. Kennedy, chauffeur Luther L. Meadows) et comprenait deux fourgons, l'un postal, l'autre à bagages et six voitures à caisse en bois, dont un fumoir.
Pendant ce temps, le train de voyageurs no 1 venant de Memphis et Saint-Louis, tiré par la locomotive no 281 (mécanicien William F. Loyd, chauffeur Tom Kelly), se dirigeait vers Nashville, où son arrivée était normalement prévue à 7 heures 10. Il était composé d'un fourgon à bagages, de six voitures à caisse en bois, et de deux voitures-lits Pullman en acier, et transportait notamment de nombreux Noirs et leurs familles, majoritairement en provenance de l'Arkansas venant travailler à l'énorme poudrerie ouverte quelques jours plus tôt à Nashville dans le faubourg de Old Hickory (en) par la firme DuPont pour les besoins de la guerre. Il avait quitté McKenzie quatre heures plus tôt, et était passé à Bellevue à 07h09 avec trente-cinq minutes de retard.

### Engagés sur une voie unique
Après Union Station, la ligne vers Jackson et Memphis était à double voie sur environ seize kilomètres, puis passait à voie unique à partir de la bifurcation dite des Ateliers, avec des évitements répartis au long du parcours, le premier situé à Harding, environ six kilomètres plus loin.
À l'approche de la bifurcation, Kennedy, le mécanicien du no 4, siffla réglementairement pour avoir la voie, et Johnson, l'agent de service au poste d'aiguillage lui donna d'abord le feu vert, mais, prenant le registre des circulations pour y noter son passage, s'aperçut que celui du no 1 n'avait pas encore été inscrit, ce qui signifiait sans doute qu'il se trouvait encore sur la voie unique. Après en avoir eu confirmation par le répartiteur de trains, il déclencha le sifflet d'alerte afin de stopper le no 4 qui venait de passer sans arrêt et s'engageait déjà sur l'itinéraire, mais sa tentative fut vaine. En effet, personne dans le convoi ne l'entendit, et le train poursuivit sa route.

## La collision
Les deux trains roulaient à une vitesse estimée entre 80 et 95 km/h lorsque leur rencontre eut lieu à trois kilomètres de la bifurcation, dans une courbe accentuée environnée de champs de maïs, dite du Hollandais. Selon le témoignage d'un passager, le mécanicien du train no 1 fit longuement retentir son sifflet avant la collision. Dans le choc, les deux locomotives versèrent chacune d'un côté de la voie et les premières voitures des deux trains se télescopèrent, les lourds châssis métalliques pénétrant et disloquant les caisses en bois. Ainsi, la voiture-fumoir du train no 4 fut-elle défoncée par le fourgon à bagages du train no 1, dont l'une des voitures à compartiments fut littéralement laminée par la suivante. Du foyer d'une des machines, le feu gagna les débris et détruisit deux voitures. Seules les trois dernières voitures du no 4 et les quatre dernières du no 1, dont les deux Pullman, demeurèrent intactes sur les rails, leurs occupants sortant indemnes de l'accident, à l'exception de deux vieilles femmes fortement contusionnées.

## Secours et bilan
Le bruit de la collision, semblable à une explosion, fut entendu à des kilomètres alentour, et les lieux étant proches de la route de Harding, les premiers sauveteurs purent y accéder en automobile pour commencer à lutter contre l'incendie et dégager les victimes. Des trains spéciaux furent rapidement envoyés sur place, emmenant une centaine de secouristes parmi lesquels la veuve du président de la compagnie, John W. Thomas, qui apportait des pansements et prodigua elle-même des soins aux victimes . En une période où la presse exaltait quotidiennement courage et héroïsme, les journaux insistèrent sur quelques exemples jugés édifiants tel celui du soldat enseveli dans les débris exigeant que l'on dégage d'abord tous les autres blessés avant lui, ou encore celui des quatre voyageurs blancs demeurés longtemps coincés dans l'épave de la voiture-fumoir, les jambes broyées par une cloison, mais finalement extraits après qu'on leur ait fait passer du whisky pour apaiser leurs douleurs. On vanta aussi le dévouement et l'efficacité de la Croix-Rouge et des nombreux médecins et infirmières participant aux secours.

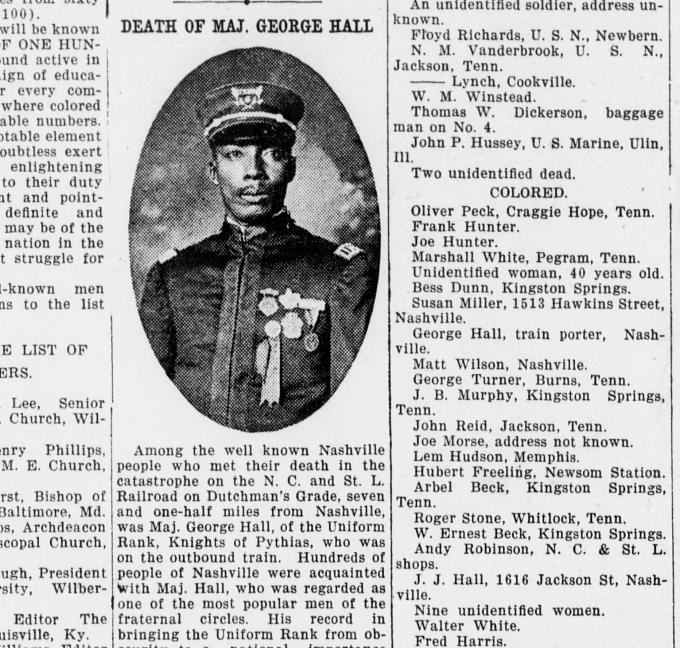
Extrait du journal The Nashville globe du 12 juillet 1918.

Les morts, souvent difficilement identifiables furent déposés dans des cercueils et transportés en ville sur des camions jusqu'aux dépôts mortuaires des entreprises de pompes funèbres, qui durent recruter du personnel temporaire pour faire face à la situation. Ségrégation oblige, les morgues étaient distinctes pour les Noirs et les Blancs, mais certains organes de presse se plurent à noter que la solidarité dans l'affliction pouvait transcender la couleur de la peau. Un porter (en) noir bien connu pour sa participation à la fraternité des Knights of Pythias (en) bénéficia même d'une notice nécrologique particulière dans les journaux locaux.
Compte tenu de leur nombre, les blessés durent être répartis entre l'hôpital de la ville, et les établissements privés (notamment les hôpitaux Vanderbilt, Saint Thomas et Shoffner).
D'importantes forces de police furent mises en place pour assurer l'ordre, et on put observer qu'à la différence d'autres accidents ferroviaires, il n'y eut pas d'actes de pillage, bien qu'au long de la journée une foule de badauds estimée à cinquante mille personnes ait envahi le lieu du drame. Grâce au travail des équipes de déblaiement, une voie provisoire put être rétablie en soirée, permettant le passage du train quittant Union Station à 22 heures pour Memphis.
Dans le contexte tourmenté de l'époque, fortement imprégné des vicissitudes de la guerre, l'établissement exact du bilan humain de la catastrophe s'est avéré difficile. Le décompte précis des victimes était d'autant plus incertain qu'alors même que selon des témoins les deux trains étaient bondés de passagers s'entassant debout dans les couloirs, la compagnie estimait leur nombre à seulement trois cent cinquante, dont deux cents Noirs.
Ainsi, en fonction des journaux rendant compte de l'évènement, l'annonce du nombre des morts a pu fluctuer de vingt-cinq à quatre-vingt-dix, cent quinze, cent vingt et un, voire cent cinquante. Le bilan officiel de la catastrophe a été arrêté à cent un morts et cent soixante et onze blessés par l'Interstate Commerce Commission à l'issue de son enquête, mais il est probable que ces chiffres ont été sous-estimés. En effet, alors qu'un certain nombre de blessés devaient succomber par la suite, un premier recensement effectué le lendemain du drame dans les morgues et les hôpitaux faisait déjà état de cinquante Blancs et soixante-cinq Noirs tués.

## Responsabilités
C'était le second accident grave depuis le passage des entreprises ferroviaires sous contrôle fédéral en 1917, et le directeur général des chemins de fer alors nationalisés du fait de la guerre, William Gibbs McAdoo, demanda que parallèlement à l'enquête habituelle de l'Interstate Commerce Commission, ses services en effectuent une autre, qui fut confiée à George R. Loyall, assistant du directeur régional Winchell , avec mission de rechercher les causes exactes de la catastrophe et d'en tirer les enseignements utiles pour la sécurité des voyageurs et des personnels.
S'il était manifeste que la collision était due à une erreur humaine, les investigations ne permirent cependant pas d'en identifier un responsable précis, l'accident semblant plutôt imputable à une conjonction de fautes commises par un certain nombre d'agents de la compagnie. Sans doute son directeur fédéral, W.P. Bruce, dans un communiqué publié le jour même, en attribuait-il la responsabilité exclusive à l'équipe de conduite de la locomotive du train no 4, tuée dans la collision, et plus spécialement au vétéran Dave Kennedy, âgé de 74 ans, et doyen des mécaniciens du NC & StL . D'une part il s'était engagé sur la voie unique avant l'arrivée du train no 1, qu'on lui avait pourtant demandé d'attendre en lui précisant le numéro de sa locomotive afin qu'il le reconnaisse. D'autre part, en violation des règles de la compagnie, il ne s'était pas arrêté au poste d'aiguillage pour consulter le registre des passages, ce qui lui aurait permis de constater que la ligne n'avait pas été libérée.
Toutefois, entendu comme témoin par George R. Loyall, J. P. Eubanks, conducteur du train no 4 rescapé de l'accident, admit que c'était à lui de surveiller le passage du no 1, mais qu'occupé à collecter les billets, il l'avait confondu avec un autre train.
Il semble en effet que le personnel du train no 4 ait cru avoir déjà croisé le train no 1 sur la section à double voie alors qu'il s'agissait en réalité d'un autre convoi, le train omnibus no 7, venant de Waverly, selon certains journaux , ou une rame d'une dizaine de wagons de marchandises tirés par une machine de manœuvre selon l'Interstate Commerce Commission. C'est probablement une confusion analogue qui explique que l'aiguilleur Johnson ait initialement donné le feu vert pour l'accès à la voie unique avant de se raviser après avoir pris conscience de son erreur.
En toute hypothèse, il n'y eut pas de procès en responsabilité, C. H Markham, directeur régional de l'administration des chemins de fer ayant annoncé qu'il ferait droit à toutes les justes demandes d'indemnisation amiable, en dissuadant les victimes de saisir la justice.